# ویکتور کک
ویکتور کک (روسی: Виктор Кац؛ زادهٔ ۱۹ دسامبر ۱۹۴۳) ریاضی‌دان اهل شوروی و ایالات متحده در ام‌آی‌تی است که برای کارهایی که در نظریه نمایش کرده، شناخته شده‌است.